# Koszmosz–429
Koszmosz–429 (oroszul: Космос 429) Koszmosz műhold, a szovjet műszeres műhold-sorozat tagja. Továbbfejlesztett, manőverezésre képes Zenyit-4M felderítő műhold.

## Küldetés
A Zenyit–2M (GRAU-kódja:11F691) továbbfejlesztett, nagyobb felbontású fényképezőgéppel ellátott, harmadik generációs műhold, katonai és állami célokat szolgált.

## Jellemzői
Az OKB–1 tervezőirodában fejlesztették ki, sorozatgyártása Kujbisevben folyt. Üzemeltette a Honvédelmi Minisztérium (oroszul: Министерство обороны – МО).
Megnevezései: Koszmosz–429; Космос 429; COSPAR: 1971-061A; kódszáma: 5331.
1971. július 20-án a Bajkonuri űrrepülőtérről, az LC–1 (LC–Launch Complex) jelű indítóállványról egy Voszhod (11A57) típusú hordozórakétával juttatták alacsony Föld körüli pályára (LEO = Low-Earth Orbit). Az orbitális egység pályája 89 perces, 51,8 fokos hajlásszögű, elliptikus pálya perigeuma 202 kilométer, apogeuma 252 kilométer volt.
Tömege 6300 kg. A sorozat felépítését, szerkezetét, alapvető fedélzeti rendszereit tekintve egységesített, szabványosított űreszköz. Fényképezőgépe a Ftor–6 volt. Áramforrása kémiai akkumulátorok, szolgálati élettartama 24 nap.
1971. augusztus 2-án, 13 nap szolgálati idő után földi parancsra belépett a légkörbe és hagyományos – ejtőernyős leereszkedés – módon visszatért a Földre.